# Томас Фарнер
Томас Фарнер (нім. Thomas Fahrner, 7 лютого 1963) — німецький плавець.
Призер Олімпійських Ігор 1984, 1988 років.
Чемпіон Європи з водних видів спорту 1983, 1985, 1987 років.
Призер літньої Універсіади 1985 року.